# Adda Djørup
Adda Djørup (født 1972) er en dansk forfatter og digter.
Hun var tidligere bosat en årrække i Madrid, men bor nu i København. Djørup har studeret litteraturvidenskab og spansk på Københavns Universitet. Efter studiet arbejdede Djørup som forlagsmedarbejder, voksenunderviser i dansk som fremmedsprog og som gæstelærer på Forfatterskolen i København.
Djørup er alsidig og eksperimenterende. Hun var en af hovedaktørerne bag forfatterprotestaktionen MEGA Litt i november 2010 op til bebudede nedskæringer i statens litteraturstøtteordninger.

## Priser mm.
- Albert Dams mindelegat, 2020
- Kunstfondens 3-årige arbejdslegat 2011
- Djørup modtog i 2010 EUs litteraturpris.
- Forlagsgruppen Rosinante og Co, hæderslegat, 2007
- Statens Kunstfonds Litteraturudvalgs præmiering for nyudgivelser 2007.
- Otto Rungs Forfatterlegat

## Eksterne referencer
- http://www.addadjorup.com
- Adda Djørup på Forfatterweb.dk
- http://www.litteratursiden.dk/forfattere/adda-djoerup Arkiveret 21. februar 2014 hos  Wayback Machine
- http://kpn.dk/boger/article2206330.ece Arkiveret 9. oktober 2010 hos  Wayback Machine

Forfatterprotestaktion 2010